# سیدی بوبکر (الجزایر)
سیدی بوبکر (الجزایر) (به عربی: سيدي بوبكر) یک شهرداری در الجزایر است که در استان سعیده واقع شده‌است.